# 柴山雅俊
柴山 雅俊（しばやま まさとし、1953年 - ）は、日本の医学者、精神科医。専門は精神病理学。学位は、博士（医学）。東京女子大学教授。
摂食障害・境界例・解離性障害の精神病理を探求する。特に解離性障害の治療で知られる。

## 来歴
1953年愛知県に生まれる。1980年東京大学医学部医学科卒業。在学中は東大まんがくらぶの部長を経験しており、似顔絵やマンガがうまいとされる。2001年医学博士号取得（東邦大学）。都立豊島病院神経科、千葉刑務所医務部、虎の門病院精神科医長、東京大学医学部精神神経科講師を経て、東京女子大学現代教養学部人間科学科心理学専攻教授。東京女子大学心理臨床センター長。

## 学会
- 日本精神病理学会評議員

## 著書

### 単著
- 『解離性障害—「うしろに誰かいる」の精神病理』ちくま新書、2007年9月。ISBN 9784480063830。
- 『解離の構造—私の変容と〈むすび〉の治療論』岩崎学術出版社、2010年10月。ISBN 9784753310081。

### 編集
- 『解離の病理—自己・世界・時代』岩崎学術出版社、2012年11月。ISBN 9784753310524。

### 監修
- 『解離性障害のことがよくわかる本－影の気配におびえる病』講談社、2012年5月。ISBN 9784062597647。

## 関連人物
- 松本雅彦
- 広沢正孝
- 内海健
- 岡野憲一郎
- 森山公夫